# Gebürtig (Roman)
Gebürtig ist der Titel eines Romans von Robert Schindel. Er wurde 1992 im Suhrkamp Verlag Frankfurt am Main veröffentlicht und war der erste Roman von Schindel, der bei einem großen Verlag erschien. 2002 erschien eine Verfilmung mit Peter Simonischek.

## Aufbau

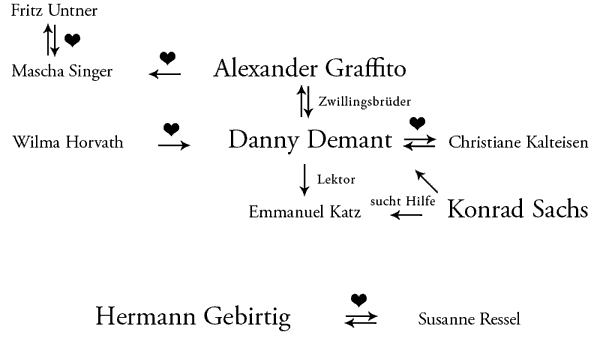
Beziehungen der Protagonisten untereinander, schematisch dargestellt

Der Roman besteht aus einem Prolog, sieben Kapiteln und einem Epilog. Die sieben Kapitel sind in weitere Abschnitte unterteilt, ihre Überschriften korrespondieren zum Teil miteinander – beispielsweise Enge (1. Kapitel) mit Weite (6. Kapitel) und Kälte (2. Kapitel) mit Hitze (7. Kapitel).
Die zahlreichen Charaktere des Romans lassen sich in vier große Personenkreise mit je zwei bis drei Protagonisten einteilen. Die Handlungsstränge dreier dieser Personenkreise sind miteinander verwoben und spielen gleichzeitig, der vierte ist zeitlich vorausgehend und hat keinen Einfluss auf den Fortlauf der anderen Handlungsstränge.
Die einzelnen Kapitelabschnitte erzählen abwechselnd von den jeweiligen Personenkreisen. Der vierte Personenkreis wird erst im dritten Kapitel eingeführt – dennoch ist er eigentlich für den Titel des Romans ausschlaggebend.
Die Handlung wird von einem allwissenden Erzähler geschildert. In Bezug auf die ersten drei Personenkreise kennt man seinen Namen, er ist sogar in die Handlung integriert.

## Inhalt

### 1. Personenkreis
(Winter 1983 – Sommer 1984)
- Danny Demant – jüdischer Lektor, bearbeitet zurzeit ein Manuskript von Emmanuel Katz
- Christiane Kalteisen – Notfallärztin, Vater war ÖVP-Parteisekretär
- Wilma Horvath

Demant beginnt zu Weihnachten eine Affäre mit Christiane, obwohl er eigentlich mit Wilma liiert ist. Dennoch tritt er mit Wilma die bereits geplante Reise nach Venedig an, nur um wiederum festzustellen, dass er mehr an Christiane hängt. Getrennt fahren beide wieder ab; Demant wird von Christiane abgeholt. Sie verbringen den Jahreswechsel in Christianes Heimatgemeinde Lilienfeld. Demant erfährt, dass Christiane seit 10 Jahren verheiratet ist und zwei Töchter im Alter von drei und acht Jahren hat. Ihretwegen reist Demant bald darauf auch entnervt ab – alleine. Trotzdem versöhnen sich Demant und Christiane schnell und ziehen sogar zusammen. Ihre Beziehung ist jedoch von häufigen Streitigkeiten gestört und die vielen Versöhnungen verbessern die Situation nur kurzfristig. Auch ohne die beiden Kinder hält es Demant kaum zwei Tage in Lilienfeld aus. Er fährt ohne sie Richtung Italien, trifft auf dem Weg Konrad Sachs und wird durch ihn in einen Autounfall verwickelt, der ihn für zwei Wochen ins Krankenhaus zwingt. Hier wird er von Christiane besucht, die inzwischen eine abenteuerliche Reise durch halb Europa mitgemacht hat und nach einer kurzen Affäre mit einem Drogendealer, der letztendlich im Gefängnis landet, wieder reumütig zu Demant zurückkehrt. Schließlich schaffen es die beiden, Sachs zu helfen und fahren zusammen nach Wien zurück.

### 2. Personenkreis
(Winter 1983 – Sommer 1984)
- Alexander Graffito – Dannys Zwillingsbruder, Chronist; aus seiner Sicht wird die Handlung der ersten drei Personenkreise geschildert
- Mascha Singer – arbeitslose Soziologin aus Ottakring

Zwischen Mascha und Sascha kommt es zu einer komplizierten Affäre, die nach vielen Kehrtwenden jedoch auseinandergeht, da Mascha sich schließlich für einen steirischen Bauernsohn entscheidet.

### 3. Personenkreis
(Winter 1983 – Sommer 1984)
- Emmanuel Katz – jüdischer Schriftsteller
- Konrad Sachs – deutscher Kulturessayist, Vater war  NS-Generalgouverneur von Polen

Katz entwickelt erst nach dem Tod seines Vaters – welcher zwei Jahre vor den Geschehnissen anzusiedeln ist – ein literarisches Interesse und beschäftigt sich mit den Schicksalen seiner jüdischen Familie. Er hat für kurze Zeit eine Beziehung mit Käthe Richter, einer blonden Deutschen, welche allerdings wegen ihrer zwei deutlich »arisch« aussehenden Brüder in die Brüche geht. Sachs hingegen wird plötzlich wieder von Albträumen heimgesucht, denen er zuletzt in der Studentenzeit begegnet ist. In ihnen wird er als »Prinz von Polen« – wie ihn sein Vater, der bei den Nürnberger Prozessen zum Tode verurteilt wurde, genannt hat – mitschuldig an den Gräueltaten in den deutschen Konzentrationslagern. Seine Frau Else weiß nichts von dieser dunklen Vergangenheit, somit kann er ihr seine Albträume nicht anvertrauen. Bei Jens Stuwe und seiner Frau trifft er am Neujahrstag auf Emmanuel Katz und führt mit ihm sogleich eine hitzige Debatte über Juden und Deutsche. Konrad kann sich dennoch nicht von seiner Beklemmung befreien, »flieht« nach München, erleidet dort einen Schwächeanfall und muss ins Krankenhaus. Von da aus fährt er weiter nach Frankfurt und wendet sich an eine Prostituierte, der er das Geheimnis seiner Herkunft preisgeben möchte. Sie will ihm jedoch seine Schuld nicht »abnehmen« und empfiehlt ihm, einen Arzt zu konsultieren. Schließlich schreibt er einen Brief an Katz, der Demant zu Sachs schickt. Sie treffen sich in der Hotellobby und wollen nach Italien fahren, allerdings läuft Sachs ein Reh vor das Auto und beide landen im Krankenhaus. Sachs befürchtet, dass er »schon anfängt, Juden zu verletzen« und schildert Demant sein Problem. Christiane gibt ihm daraufhin den Ratschlag, er solle ein Buch über seinen Vater schreiben und dadurch versuchen, seine Vergangenheit hinter sich zu lassen.

### 4. Personenkreis
(Frühjahr 1981)
- Herrmann Gebirtig – weltbekannter jüdischer Autor von Theaterstücken und Musicals
- Susanne Ressel – Journalistin

Bei einer Wanderung von Susanne Ressel mit ihrem Vater Karl erkennt dieser einen grausamen Wärter des Konzentrationslagers Ebensee wieder. Er ruft die Polizei, bricht jedoch im nächsten Moment zusammen und stirbt bald darauf an den Folgen eines Herzinfarkts. Susanne hat es sich zur Aufgabe gemacht, möglichst viel Material über »den Schädelknacker« Egger zu sammeln und bei einem Prozess gegen ihn vorzulegen. Dabei gelangt sie an Gebirtig, der ebenfalls ins KZ Ebensee deportiert wurde und mittlerweile in New York lebt. Er verabscheut den Gedanken, nach Wien zurückzukehren und in dem Prozess gegen Egger auszusagen; letztendlich lässt er sich von Susanne, in die er sich bei dem Treffen verliebt hat, dazu überreden. Die bevorstehende Ankunft des berühmten Autors bleibt allen Versuchen zum Trotz nicht verborgen, und die Stadt Wien plant, Gebirtig bei seiner Rückkehr nach knapp fünfzig Jahren eine Auszeichnung zu verleihen. Aus diesem Grund fliegt Gebirtig zunächst nach München und wird dort von Susanne abgeholt. Er übernachtet in einer kleinen Pension, wird jedoch von Journalisten bedrängt und bewundert bei einer Straßenbahnfahrt auf dem Ring – auf der Suche nach einem neuen Quartier – die Stadt. Plötzlich ist er dem Festakt und der damit verbundenen Medienpräsenz eher positiv eingestellt. Er besucht alte Stätten seiner Erinnerung und trifft einige wenige Bekannte von früher wieder. Nach dem Festakt, seiner Zeugenaussage und einer Nacht mit Susanne zieht er sogar in Erwägung, seinen Hauptwohnsitz nach Wien zu verlegen (»Vielleicht bin ich eben erst jetzt aus dem Lager herausgekommen«). Er verkauft die Übersetzungsrechte seiner Stücke, die bisher nicht auf Deutsch erscheinen durften, an einen Frankfurter Verlag und begutachtet eine Wohnung in der Josefstadt. Doch seine Aussage zeigt keine Wirkung: Egger wird freigesprochen; im selben Augenblick verlässt Gebirtig die Stadt – und damit auch Susanne – und fliegt zurück nach New York.

## Motive
- Vergangenheitsbewältigung von Juden einerseits und Deutschen andererseits (in den 80er Jahren besonders ausgeprägt, da Opfer bzw. Täter noch lebten und ihre Vergangenheit von der jüngeren Generation kritisch hinterfragt wurde)
- unverminderte Distanziertheit zwischen Juden und Deutschen. »Dürfen unsere Juden gelegentlich ein bißchen tot sein oder müssen sie auch als Knochenmehl ständig gespitzt bleiben?«
- Liebe zwischen den Gebürtigkeiten
- Danny Demant = eine Art Alter Ego des Autors

## Verfilmung
Aufgrund des großen Erfolgs wurde der Roman im Jahr 2001 von der österreichischen CULT Filmproduktion verfilmt. Seine Premiere feierte der Film am 18. März 2002 bei der Diagonale in Graz.
Regie führten Lukas Stepanik und der Autor des Romans, Robert Schindel; auch das Drehbuch wurde von ihnen unter Mitarbeit von Georg Stefan Troller verfasst und im Suhrkamp Verlag veröffentlicht.
Als Hauptdarsteller zu sehen waren Peter Simonischek als Herrmann Gebirtig, Ruth Rieser als Susanne Ressel, August Zirner als Danny Demant, Katja Weitzenböck als Christiane Kalteisen und Daniel Olbrychski als  Konrad Sachs.